# Holosteum
Holosteum es un género de plantas con flores con cerca de cuarenta especies , perteneciente a la familia (Caryophyllaceae). Nativo del sur de Europa, centro y sudoeste de Asia y en África.

## Descripción
Son plantas herbáceas de vida caduca. Tiene una delgada raíz con delgados tallos erectos. Las flores son hermafroditas, pero también pueden ser unisexuales. Tienen 5 sépalos distintos y de color verde. Tienen 5 pétalos de color blanco o rosa.

## Taxonomía
El género fue descrito por Dill. ex L. y publicado en Species Plantarum 1: 88. 1753.  La especie tipo es: Holosteum umbellatum L. 
Etimología
Holosteum: nombre genérico que fue nombrado por Linnaeus a causa de la naturaleza de la planta: en griego holos significa "todos" y osteon significa "hueso", refiriéndose a la fragilidad de la planta.

## Especies seleccionadas
- Holosteum brachypetalum  Bordz. 1912
- Holosteum cordatum L. 1753
- Holosteum liniflorum Steven ex Fisch. & C.A.Mey.
- Holosteum macropetalum Hausskn. & Bornm. ex Hausskn.
- Holosteum subglutinosum Klokov 1974
- Holosteum syvaschicum Kleopow 1939
- Holosteum umbellatum L.